# Примарна кора
Примарна кора или механичка ткива је примарно ткиво стабла и корена копнених биљака, које се развија између епидермиса и централног цилиндра. Најбројније ћелије у примарној кори су паренхимске, али су присутне и диференциране прозенхимске ћелије (нпр. ћелије коленхима и склеренхима). Хомологно ткиво у листовима назива се хлоренхим.Док је код неких биљака "Примарна кора" редукована, поседујући јако задебљали слој лигнификованих зидова и без интерцелулара, који се назива Хиподермис. Последњи слој примарне коре се назива ендодерм.
Разликују се две основне врсте овог ткива : 
- коленхим и
- склеренхим.

Коленхим је механичко ткиво младих органа који још расту. Састоји се од живих ћелија чији су зидови неравномерно задебљали. Ћелије су сакупљене у траке или цилиндре, који се обично налазе испод епидермиса младих стабала .
Склеренхим је грађен од мртвих ћелија јако задебљалих и одрвенелих ћелијских зидова. Налази се у свим деловима биљке који су престали са растом. 
Дели се на:
- склереиде,
- ликина влакна и
- дрвена влакна.

Склереиди (камене ћелије) су ћелије са јако задебљалим ћелијским зидом, разбацане између ћелија других ткива. Има их и у маси, као нпр. у плоду крушке. 
Ликина влакна су ћелије издуженог облика, са зашиљеним врховима, те имају облик вретена. Ликина влакна конопље могу бити дугачка 10 mm, лана 40 mm, а код неких биљака достижу дужину до 20 cm. Зидови ових ћелија су целулозни и због тога су цењена у индустрији (лан, конопља, коприва). 
Дрвена влакна (либриформ влакна) се налазе у дрвеном делу стабла. Краћа су од ликиних влакана и њихови зидови су јако одрвенели.